# Bernard Henri Wagner
Bernard Henri Wagner, né le 11 mai 1790 à Paris et mort le 2 octobre 1855 à Paris, est un horloger mécanicien français. Il est célèbre pour avoir dessiné et construit de nombreuses horloges pour les édifices publics, palais, hôtels de ville et églises. Il a vendu son entreprise en 1852 à François Armand Collin. 

## Biographie
Bernard Henri Wagner était fils de Bernard Wagner, né en 1764, et de Catherine Cottenet, née à Paris le 28 décembre 1769, mariés à Paris le 30 juin 1789. Bernard Henri Wagner a épousé Marie Pauline Turquois le 18 avril 1820 à Paris. Ils ont eu une fille, Marie Adèle, née le 11 janvier 1821. A cette date, le couple est établi au 39, rue du Cadran, qui restera l'adresse de l'atelier jusqu'à sa cession à François Armand Collin.
La généalogie familiale et professionnelle de Bernard Henri Wagner est un peu confuse. Certaines sources prétendent qu'il a été apprenti d'un oncle, Jean Bernard Henri Wagner, dit Wagner oncle, qui aurait fondé l'atelier en 1790. Il semble plus raisonnable de penser qu'il a été formé par son père qui, au moment de son mariage en 1788, est déclaré marchand horloger mécanicien, demeurant rue du Bout du monde, qui est devenue rue du Cadran en 1807, peut-être en référence à l'enseigne de la Maison Wagner. Bernard Henri Wagner est parfois appelé "Wagner fils" ou lui-même "Wagner oncle". Il est en effet rapporté que Bernard Henri Wagner a accueilli un neveu comme apprenti, Jean Wagner, dit Wagner neveu. L'existence de ce dernier est attestée puisqu'il a été un horloger aussi célèbre que son oncle et qu'il a été nommé chevalier de l'ordre de la Légion d'honneur. Il est né le 7 mars 1800 à  Pfalzel, près de Trèves en Prusse rhénane, et mort à Rueil le 14 février 1875. Jean Wagner a fondé son propre atelier, 118, rue Montmartre, vers 1830, et l'a vendu en 1852 à Armand François Collin, âgé de 30 ans, qui est ainsi devenu successeur des deux entreprises Wagner.
Bernard Henri Wagner était horloger mécanicien du roi. Certains auteurs parlent du roi Louis XVIII, d'autres de roi Louis-Philippe.

## Travaux

### Simplification des mécanismes
Bernard Henri Wagner a régulièrement exposé ses machines dans les Expositions des produits de l'industrie française qui se sont tenues à Paris en 1819, 1823, 1827, 1834, et 1849 et y a remporté de nombreuses médailles. 

Le rapport de jury de 1819 note 

« Monsieur Wagner, rue du Cadran à Paris, est un artiste très habile pour la confection des mécanismes d'un genre analogue à ceux de l'horlogerie. Il a exposé 
- une grosse horloge propre au service d'une ville ou d'un grand établissement public
- une machine pour la rotation des phares qui réunit plusieurs idées utiles de son invention
- des machines propres à tailler les roues les plus grandes et les plus épaisses avec une exactitude précieuses pour les mécaniciens.

Ses ateliers rendent aux arts des services importants. Le jury lui décerne une médaille d'argent. »

Le jury lui demande de réaliser des horloges moins chères pour que tous les villages puissent installer une horloge dans le clocher de leur église. Il entreprend donc de simplifier les mécanismes tout en maintenant leur robustesse. Dès l'exposition suivante, il présente une horloge dont le volume et le prix ont été réduits. 
Rapport de l'exposition de 1827 : « Monsieur Wagner de Paris, rue du Cadran n°39, qui reçut une médaille d'argent à chacune des expositions de 1819 et 1823, en obtient une troisième pour les services qu'il rend au public en fournissant à bon marché des horloges solides et d'une marche bien régulière. C'est surtout dans les manufactures, dans les campagnes et dans les villes qui n'ont que de faibles ressources communales, que les travaux de Monsieur Wagner sont appréciés; son industrie est en quelque sorte populaire, bien qu'elle soit aidée de toutes les ressources de la science ».
Il tente aussi de dissocier le mécanisme de l'horloge et celui de la sonnerie. Dans ce cas, il n'a pas à construire de gros cadran d'affichage. L'horloge sonne simplement les heures, demies et quarts d'heures. Pour cela, il couple une horloge comtoise, de petit volume et bas prix, avec un mécanisme mu par des poids lourds pour obtenir des coups de marteau sonores sur des cloches. Mais il semble que le succès du dispositif n'est pas au rendez-vous.
Sans aller jusqu'à utiliser une comtoise, il s'efforce de réduire le mécanisme de l'horloge tout en gardant des dimensions importantes pour les dispositifs de sonnerie qui doivent mettre en jeu des forces importantes pour produire du bruit audible de loin.

### Nouveaux procédés
On crédite Wagner de l'invention, en 1811, d'un nouveau procédé pour tailler les dents des roues d'engrenage. Ce procédé parait avoir eu une grande utilité dans la profession.
Wagner remplace les roues et les pignons en cuivre par des roues et des pignons en fonte de fer pour les sonneries. Ce qui permet d'abaisser considérablement les prix. Il continue cependant à construire des horloges de haute qualité et chère pour les édifices publics. Wagner invente aussi une horloge à  "remontoir d'égalité". Il introduit un poids intermédiaire qui agit sur l'échappement et qui est remonté toutes les deux minutes par un poids principal. Il présente le nouveau mécanisme à l'exposition de 1827. 

### Autres productions
En 1819, Wagner est retenu par Augustin Fresnel pour participer à la construction de l'optique du phare de Cordouan. Il fabrique la structure d'assemblage des parties optiques et le mécanisme de rotation des lentilles qu'il présente à l'exposition de 1823.
Arago et Fresnel ont entrepris d'améliorer les lampes de phare. Ils ont en particulier proposé de pomper le combustible dans les mèches. Wagner a fabriqué des pompes mécaniques entrainées par un mécanisme d'horlogerie.
Wagner a fabriqué des bancs optiques pour les savants physiciens, des métronomes, des compteurs, des paratonnerres, des girouettes, des machines à calculer, etc.
L'horloge du Panthéon, récemment rénovée clandestinement, est une horloge B.H. Wagner installée vers 1850. 

## Cession
En 1852, Bernard Henri Wagner cède son entreprise à Armand François Collin. Wagner explique ainsi la vente : « J'ai consenti à me retirer de cette fabrication en faveur de M. Collin, qui a dirigé plusieurs établissements importants à Paris et à Londres, et qui a été récompensé d'une médaille par la société d'encouragement. Avec la certitude qu'il possédait la pratique et la théorie de son état, et à la manière dont ma clientèle l'avait accueilli chez moi, j'ai pensé qu'il avait tout ce qu'il fallait pour maintenir la réputation de ma Maison ; je lui ai donc cédé, par acte enregistré le 21 juin 1852, mon Etablissement complet, mon Outillage et ma Clientèle, en lui promettant de l'aider des conseils de ma vieille expérience. »
L'horloge de la cathédrale de Paris, détruite pendant l'incendie du 15 avril 2019, avait été installée par la maison Collin-Wagner en 1867,.